# Volksparkstadion
A Volksparkstadion a Hamburger SV sportegyesület stadionja a németországi Hamburgban. A stadiont labdarúgó mérkőzések és koncertek lebonyolítására használják. Az 57 000 látogató befogadására képes stadion a legmagasabb (5 csillag) osztályzatot kapta az UEFA-tól, 2010-ben itt rendezték meg az Európa-liga döntőjét.

## Története
A Volksparkban épült első városi stadion az Altonai Stadion volt. Az 1925. szeptember 11-én felavatott  pályán 50 000-en szurkolhattak. 1927-től nemzetközi mérkőzéseket is játszottak a stadionban és 1928-ban itt került sor a német bajnokság döntőjére. A háborúban súlyosan megrongálódott stadiont 1953-ban nyitották meg újra. A Volksparkstadionnak nevezett létesítmény számos nemzetközi mérkőzésnek adott otthont. 1974-ben 3 világbajnoki találkozót rendeztek a stadionban, közöttük NDK és az NSZK válogatottjának mérkőzését, amelyen a keleti együttes először tudta legyőzni a nyugatit. Az 1988-as Európa-bajnokságon mindössze egy mérkőzést játszottak Hamburgban, ekkor 61 000 néző foglalhatott helyet.
A stadion az 1990-es évekre elavult, a szurkolók között is népszerűtlennek számított. 1998-ban Hamburg városa jelképes összegért (1 márka) megvásárolta a létesítményt. A Volksparkstadiont lebontották, helyébe 90°-kal elforgatva épült fel a mai aréna. Az AOL internetszolgáltató 15,3 millió eurót fizetett az új létesítmény névhasználati jogáért. A stadion „FIFA WM-Stadion Hamburg” néven vett részt a 2006-os labdarúgó világbajnokság lebonyolításában. (Négy csoportmérkőzést és egy negyeddöntőt játszottak a hamburgi gyepen.) 2007-ben a HSH Nordbank nevű hamburgi pénzintézet, 2010-ben pedig az Imtech  szerezte meg a stadion névhasználati jogát. 2015 nyarától nevezik újra Volksparkstadionnak, amikor Klaus-Michael Kühne német milliárdos vásárolta meg a névhasználati jogot 16 millió euróért, és visszaadta a stadion eredeti nevét. A lelátók alatt működik a Hamburger SV múzeuma.

### A stadionban játszott jelentős mérkőzések
| Dátum            | Esemény        | Forduló            | Csapat 1        | Csapat 2         | Eredmény |
| ---------------- | -------------- | ------------------ | --------------- | ---------------- | -------- |
| 1974. június 14. | Világbajnokság | Csoportmérkőzés    | NDK             | Ausztrália       | 2 – 0    |
| 1974. június 18. | Világbajnokság | Csoportmérkőzés    | Ausztrália      | NSZK             | 0 – 3    |
| 1974. június 22. | Világbajnokság | Csoportmérkőzés    | NDK             | NSZK             | 1 – 0    |
| 1982. május 19.  | UEFA-kupa      | Döntő, 2. mérkőzés | Hamburger SV    | IFK Göteborg     | 0 – 3    |
| 1988. június 21. | EURO '88       | Elődöntő           | NSZK            | Hollandia        | 1 – 2    |
| 2006. június 10. | Világbajnokság | Csoportmérkőzés    | Argentína       | Elefántcsontpart | 2 – 1    |
| 2006. június 15. | Világbajnokság | Csoportmérkőzés    | Ecuador         | Costa Rica       | 3 – 0    |
| 2006. június 19. | Világbajnokság | Csoportmérkőzés    | Szaúd-Arábia    | Ukrajna          | 0 – 4    |
| 2006. június 22. | Világbajnokság | Csoportmérkőzés    | Olaszország     | Csehország       | 2 – 0    |
| 2006. június 30. | Világbajnokság | Negyeddöntő        | Olaszország     | Ukrajna          | 3 – 0    |
| 2010. május 12.  | Európa-liga    | Döntő              | Atlético Madrid | Fulham FC        | 2 – 1    |

## Külső hivatkozások
- Képek a Imtech Arena
- A stadion honlapja Archiválva 2007. augusztus 9-i dátummal a Wayback Machine-ben
- A Hamburger SV honlapja